# Världsmästerskapet i bandy för herrar 2007
Världsmästerskapet i bandy för herrar 2007 var det 27:e världsmästerskapet i bandy för herrar och spelades i Kemerovo i Ryssland 28 januari-4 februari 2007. Ryssland vann turneringen före Sverige och Finland. Huvudarena var Chimikstadion.

## Kvalificerade nationer
Asien
- Kazakstan
- Mongoliet

Europa
- Estland
- Finland
- Lettland
- Nederländerna
- Norge
- Ryssland
- Sverige
- Ungern
- Vitryssland

Nordamerika
- USA

## A-VM

### Gruppspel
| Land        | P | V | O | F | GM | IM | +/- |
| ----------- | - | - | - | - | -- | -- | --- |
| Ryssland    | 9 | 4 | 1 | 0 | 70 | 14 | +56 |
| Finland     | 8 | 4 | 0 | 1 | 34 | 20 | +14 |
| Sverige     | 7 | 3 | 1 | 1 | 56 | 21 | +35 |
| Kazakstan   | 4 | 2 | 0 | 3 | 33 | 37 | -4  |
| Norge       | 2 | 1 | 0 | 4 | 23 | 55 | -32 |
| Vitryssland | 0 | 0 | 0 | 5 | 11 | 80 | -69 |

- 28 januari 2007 Finland-Vitryssland 14-1
- 28 januari 2007 Kazakstan-Sverige 1-8
- 28 januari 2007 Ryssland-Norge 18-2
- 29 januari 2007 Sverige-Vitryssland 21-5
- 29 januari 2007 Norge-Kazakstan 4-11
- 29 januari 2007 Finland-Ryssland 5-9
- 30 januari 2007 Vitryssland-Norge 1-8
- 30 januari 2007 Kazakstan-Ryssland 3-17
- 30 januari 2007 Sverige-Finland 4-5
- 31 januari 2007 Vitryssland-Kazakstan 3-14
- 31 januari 2007 Norge-Finland 2-5
- 31 januari 2007 Sverige-Ryssland 3-3, 3-5 extrastraffar
- 2 februari 2007 Sverige-Norge 20-7
- 2 februari 2007 Finland-Kazakstan 5-4
- 2 februari 2007 Ryssland-Vitryssland 23-1

Kval till A-VM
- 3 februari 2007 Kval Vitryssland-USA 9-1

Slutspel
- 3 februari 2007 Semifinal 1 Sverige-Finland 3-2 golden goal
- 3 februari 2007 Semifinal 2 Ryssland-Kazakstan 16-3
- 4 februari 2007 Bronsmatch Finland-Kazakstan 5-4 golden goal
- 4 februari 2007 Finalmatch Ryssland-Sverige 3-1

## B-VM

### Gruppspel
| Land          | P  | V | O | F | GM | IM | +/- |
| ------------- | -- | - | - | - | -- | -- | --- |
| USA           | 10 | 5 | 0 | 0 | 51 | 5  | +46 |
| Lettland      | 8  | 4 | 0 | 1 | 26 | 8  | +18 |
| Ungern        | 5  | 2 | 1 | 2 | 11 | 25 | -14 |
| Nederländerna | 3  | 1 | 1 | 3 | 10 | 23 | -13 |
| Estland       | 2  | 1 | 0 | 4 | 11 | 30 | -19 |
| Mongoliet     | 2  | 0 | 2 | 3 | 4  | 22 | -18 |

- 28 januari 2007 Nederländerna-Mongoliet 2-2
- 28 januari 2007 Estland-Ungern 2-4
- 28 januari 2007 Lettland-Mongoliet 5-0
- 28 januari 2007 Nederländerna-USA 0-11
- 29 januari 2007 USA-Ungern 12-2
- 29 januari 2007 Nederländerna-Estland 5-1
- 29 januari 2007 USA-Mongoliet 8-0
- 29 januari 2007 Ungern-Lettland 0-7
- 30 januari 2007 Estland-Mongoliet 5-0
- 30 januari 2007 USA-Lettland 6-1
- 30 januari 2007 Nederländerna-Ungern 2-3
- 30 januari 2007 Estland-Lettland 1-7
- 31 januari 2007 USA-Estland 14-2
- 31 januari 2007 Nederländerna-Lettland 1-6
- 31 januari 2007 Ungern-Mongoliet 2-2

Placeringsmatcher B-VM
- 1 februari 2007 Plats 5-6 Estland-Mongoliet 1-4
- 1 februari 2007 Plats 3-4 Ungern-Nederländerna 1-3
- 1 februari 2007 Plats 1-2 USA-Lettland 5-0
- 2 februari 2007 Plats 5-6 Mongoliet-Estland 2-2
- 2 februari 2007 Plats 3-4 Nederländerna-Ungern 4-3
- 2 februari 2007 Plats 1-2 Lettland-USA 2-6

Kval till A-VM
- 3 februari 2007 A6-B1 Vitryssland-USA 9-1